# فرايونغ
فريونغ بايرن (بالألمانية: Freyung, Bavaria) هي district capital و بلدة ألمانية تقع في ألمانيا في منطقة فريونغ-غرافنآو.

## أعلام
- سيفيرين فروند
- فلوريان جراف